# Oxytropis politovii
Oxytropis politovii är en ärtväxtart som beskrevs av Georgji Prokopievič Sumnevicz. Oxytropis politovii ingår i släktet klovedlar, och familjen ärtväxter. Inga underarter finns listade i Catalogue of Life.